# Volkswagen W12
O W12 Coupé, W12 Roadster e W12 Nardò foram protótipos super desportivos da Volkswagen. O objetivo era ir um passo adiante dos carros Audi, introduzindo a Volkswagen no ramo de super desportivos e competir com a Ferrari, Porsche e Lamborghini. Com a compra da Lamborghini pela Audi AG, o projeto foi descontinuado.

## Ficha Técnica
- Motor: W12 DOHC 5.6L de 72 graus de 5998 cc e 48 válvulas em posição central
- Potência: 600 HP a 7000 rpm
- Torque (máx): 620 Nm a 5800 rpm
- Transmissão: Sequencial de seis velocidades.
- Velocidade (máx): 349km/h
- Aceleração:(0–100 km/h) 3,5
- Suspensão: Dianteira e traseira independente
- Travões: Discos ventilados nas quatro rodas
- Peso: 1200 kg
- Relação peso/potência: 2,0 kg/HP